# Final Fantasy VII Remake
Final Fantasy VII Remake là một game hành động nhập vai được hãng Square Enix đồng phát triển và phát hành cho PlayStation 4 vào ngày 10 tháng 4 năm 2020. Đây là một bản remake tựa game PlayStation năm 1997 Final Fantasy VII, kể lại câu chuyện nguyên gốc về tay lính đánh thuê Cloud Strife khi anh và nhóm khủng bố sinh thái AVALANCHE chống lại tập đoàn Shinra, và cựu binh của Shinra là Sephiroth. Lối chơi dự tính kết hợp mảng hành động thời gian thực tương tự như Dissidia Final Fantasy, và các yếu tố chiến lược, và trò chơi sẽ được phát hành dưới dạng một sê-ri nhiều phần.
Những tin đồn và những đòi hỏi về việc tái tạo lại phần VII đã tồn tại trong suốt nhiều năm, nhưng nhiều lý do đã được đưa ra vì sao dự án lại không được phát triển. Ba thành viên chủ chốt ban đầu của nhóm đã trở lại để giúp đỡ Remake: nhà thiết kế nhân vật gốc Nomura Tetsuya trở lại chỉ đạo và quản lý khâu thiết kế lại nhân vật, đạo diễn bản game gốc Kitase Yoshinori đóng vai trò là nhà sản xuất, trong khi Nojima Kazushige quay trở lại đảm nhận khâu viết kịch bản. Quyết định phát hành Remake thành nhiều phần riêng được thực hiện vì vậy nhóm đã không phải cắt bất kỳ nội dung ban đầu nào. Họ cũng quyết định bổ sung thêm nội dung mới và điều chỉnh khâu thiết kế nhân vật gốc để cân bằng giữa tính hiện thực và cách điệu hóa.
Trò chơi được phát hành cho PlayStation 4 vào ngày 10 tháng 4 năm 2020. Trò chơi đã nhận được những đánh giá tích cực, với những lời khen ngợi về đồ họa, lối chơi, tường thuật và âm nhạc. Các nhà phê bình hoan nghênh việc câu chuyện vẫn bám sát với trò chơi gốc năm 1997 và mở rộng thêm. Hệ thống chiến đấu được cập nhật nhận lời khen vì các yếu tố chiến thuật và sự khởi sắc về mặt đồ họa. Tuy nhiên, sự đón nhận có hỗn hợp giữa khen và chê với sự tuyến tính của trò chơi và tính chất lặp đi lặp lại của các nhiệm vụ phụ. Final Fantasy VII Remake trở thành một trong những trò chơi PlayStation 4 bán chạy nhất, bán được hơn 3,5 triệu bản trong vòng ba ngày và năm triệu bản vào cuối năm nay. Phiên bản dành cho PlayStation 5 có tên Final Fantasy VII Remake Intergrade được nâng cấp về đồ họa và thêm phần chơi cốt truyện của Yuffie, được lên kế hoạch vào tháng 6 năm 2021.
Bản PC của trò chơi được phát hành vào ngày 16 tháng 12 năm 2021 trên Epic Games và lên Steam vào ngày 16 tháng 6 năm 2022
Bản Việt Ngữ của trò chơi đã được Game Thuần Việt phát hành vào tháng 9 năm 2022.
Một sửa đổi từ phiên bản mặc định thành bodybuilder là một bản vá phần mềm do người hâm mộ tạo ra có tên là Beefa.

## Tổng quan

Ảnh chụp gameplay của Final Fantasy VII Remake được trình chiếu tại PlayStation Experience 2015

Ảnh chụp gameplay của Final Fantasy VII Remake khi game được ra mắt chính thức

Final Fantasy VII là phiên bản đầu tiên được làm lại trong dòng Final Fantasy với cái tên Final Fantasy VII Remake. IGN ước tính phần Remake bao gồm khoảng 10-15% câu chuyện của bản gốc. Trò chơi lấy bối cảnh ở thành phố lớn tên Midgar, người chơi điều khiển Cloud Strife, một cựu binh Shinra gia nhập nhóm khủng bố sinh thái AVALANCHE làm lính đánh thuê chiến đấu chống lại tập đoàn Shinra, đã khai thác cạn kiệt năng lượng sống của hành tinh trong game, chỉ để trở thành một cái gì đó lớn hơn nhiều. Không giống như các bản chuyển thể tựa game gốc được phát hành cho PC và các hệ máy độ nét cao khác, trò chơi là một bộ làm lại hoàn chỉnh được xây dựng từ nền tảng, với đồ họa đa giác hoàn toàn trái ngược với môi trường render trước của bản gốc.
Đoạn phim được trình chiếu tại PlayStation Experience 2015 đã cho thấy cả cơ chế dò đường và chiến đấu, đều diễn ra trong thời gian thực như Final Fantasy XV. Không giống hệ thống 'Active Time Battle' của bản gốc, phiên bản remake dường như sử dụng hệ thống chiến đấu theo thời gian thực tương tự như dòng game Kingdom Hearts, cho phép người chơi tự do điều khiển Cloud hoặc một trong những đồng đội của mình khi họ sử dụng vũ khí tương ứng để tấn công kẻ thù. Người chơi cũng có thể sử dụng ma thuật và phép triệu hồi, và một thanh Limit Break giúp các nhân vật thi triển thêm nhiều chiêu thức tấn công mạnh hơn trong giao đấu. Nhà sản xuất Yoshinori Kitase tuyên bố rằng mặc dù trò chơi có nhiều yếu tố thời gian thực hơn, nhưng vẫn có các yếu tố chiến lược như lựa chọn vũ khí và ma thuật cho mỗi nhân vật sử dụng.

## Cốt truyện
Cloud Strife là một cựu thành viên của SOLDIER - những chiến binh ưu tú của công ty điện lực Shinra. Shinra sử dụng mako, năng lượng tâm linh của hành tinh, được khai thác bởi những lò phản ứng khổng lồ, để cung cấp năng lượng cho thành phố Midgar và phát triển những công nghệ tiên tiến. Phát hiện bộ mặt thật về Shinra, và cũng vì lời thỉnh cầu của cô bạn thanh mai trúc mã Tifa Lockhart, Cloud trở thành lính đánh thuê cho nhóm Avalanche, được dẫn dắt bởi Barret Wallace, người luôn chắc nịch rằng việc khai thách mako sẽ gây ra thảm họa môi trường, nên họ đã ngăn chặn việc đó bằng cách gài bom vô các lò phản ứng. Hậu quả là Cloud đã bị ám ảnh bởi kí ức của Sephiroth, một cựu thành viên SOLDIER bí ẩn, và anh đã gặp cô gái bán hoa Aerith Gainsborough. Mặc dù Cloud dự định sẽ rời Avalanche sau khi nhận được thù lao, nhưng thực thể ma bí ẩn, thứ thường xuất hiện vào những thời điểm then chốt của trò chơi, khiến anh phải tham gia vào một vụ đánh bom lò phản ứng khác và bị tách khỏi nhóm.
Cloud gặp Aerith lần nữa và bảo vệ cô khỏi lực lượng của Shinra, những kẻ theo đuổi cô vì một lí do bí ẩn nào đó. Trong lúc cố gắng đoàn tụ trở lại với nhóm với sự giúp đỡ của Aerith, họ đã nhìn thấy Tifa đi vào Wall Market, một nơi nằm ngoài vòng pháp luật và họ biết được rằng cô ấy đang cố moi thông tin từ tên tội phạm đứng đầu Wall Market tên là Don Corneo, Corneo tiết lộ rằng Shinra đang tính cho "tầng thượng lưu" - nơi ở của những người tầng lớp cao Midgar sụp đổ xuống khu ổ chuột của Khu vực 7 để trả đũa cho sự phá hoại lò phản ứng của nhóm Avalanche. Cloud, Tifa và Baret thất bại trong việc ngăn chặn kế hoạch của Shinra, và tầng thượng lưu đã sụp đổ. Nhờ có Aerith mà hầu hết người dân đã có thể sơ tán kịp lúc, nhưng cô đã bị bọn Shinra bắt lại.
Trong lúc dọn dẹp đống đổ nát từ việc tầng thượng lưu bị sụp đổ, Cloud, Tifa và Barret khám phá ra phòng nghiên cứu dưới lòng đất của bọn Shinra. Kinh hãi trước những cuộc thí nghiệm bên trong, họ đã quyết định đột nhập vào trụ sở chính của bọn Shinra và giải cứu Aerith trước khi cô phải chịu chung số phận. Aerith tiết lộ rằng cô chính là hậu duệ cuối Cetra, một chủng tộc tiền thân của con người gần tuyệt chủng đã từng sinh sống ở "Miền đất hứa" nơi mà bọn Shinra thèm muốn vì trữ lượng mako vô biên của nó. Nhóm cũng đã gặp một loài sinh vật giống sói biết nói tên là Red XIII, nó đã giải thích cho họ rằng những thực thể kì lạ giống như ma mà họ đã gặp phải được gọi là Whispers. Chúng tồn tại để đảm bảo rằng vận mệnh sẽ không bị thay đổi, bằng cách sửa chữa lại bất kì sự sai lệch nào trong vận mệnh. Trong lúc đó, Sephiroth đã đột nhập vào Shinra và cướp lấy một thực thể bí ẩn có tên là "Jenova", bằng cách nào đó có thể kết nối tới sự tuyệt chủng của Cetra.
Trong một cuộc đối đầu ở trên đỉnh của trụ sở Shinra, Sephiroth đã giết chết chủ tịch của Shinra và đâm Barret, nhưng Barret đã được Whispers cứu, trong khi cả nhóm chiến đấu với ảo giác của Jenova. Với cái chết của chủ tịch Shinra, con trai ông ta Rufus nắm quyền kiểm soát tập đoàn và chiến đấu với Cloud, nhưng đã bị đánh bại. Cloud và đồng đội của cậu đã chạy trốn qua đường cao tốc Midgar, nhưng Sephiroth đã chờ họ sẵn ở cuối đường. Sephiroth đã thách thức Cloud một cách bí ẩn, mở một cánh cổng tới chiều không gian khác. Aerith bằng một cách nào đó đã thay đổi cánh cổng, nói rằng nếu họ tiếp tục họ có thể thay đổi định mệnh. Cả nhóm đi vào trong cánh cổng và chiến đấu với Whisper Harbinger, một thực thể được hình thành từ các Whisper hợp thể lại. Trong lúc chuyện này xảy ra, dường như quá khứ cũng bị nhấn chìm bởi Whisper, một SOLDIER Zack Fair chiến đấu với đội quân của Shinra đang muốn giết chết anh và Cloud.
Sau khi Whisper Harbinger bị đánh bại, Sephiroth xuất hiện đối mặt với nhóm, dường như đã chiếm lấy được tàn dư sức mạnh của Whisper. Cùng nhau, cả nhóm lao vào hội đồng hắn, nhưng khoảng khắc Cloud sẳn sàng để kết thúc hắn ta, Sephiroth dịch chuyển cả hai đến một cõi siêu hình mà hắn gọi là Edge of Creation. Sephiroth kêu gọi Cloud tham gia cùng hắn và cùng nhau thách thức định mệnh. Cloud từ chối và chiến đấu với Sephiroth, nhưng một chọi một với hắn thì không cửa và anh đã bị đánh bại, mặc dù Sephiroth tha chết cho anh trước khi rời đi, hắn nói một cách khó hiểu rằng anh sẽ có bảy giây để thách thức số phận.
Trong lúc đó, Zack Fair đã đánh bại lực lượng của Shinra. Sau khi Cloud quay trở về nhóm, họ thống nhất với nhau rằng Sephiroth là mối đe dọa lớn hơn với hành tinh so với Shinra và cam kết sẽ truy đuổi hắn. Tuy nhiên, khi nhóm rời khỏi Midgar, Aerith đã bảy tỏ mối quan tâm về một tương lai không chắc chắn của họ.

## Sản xuất

### Lịch sử

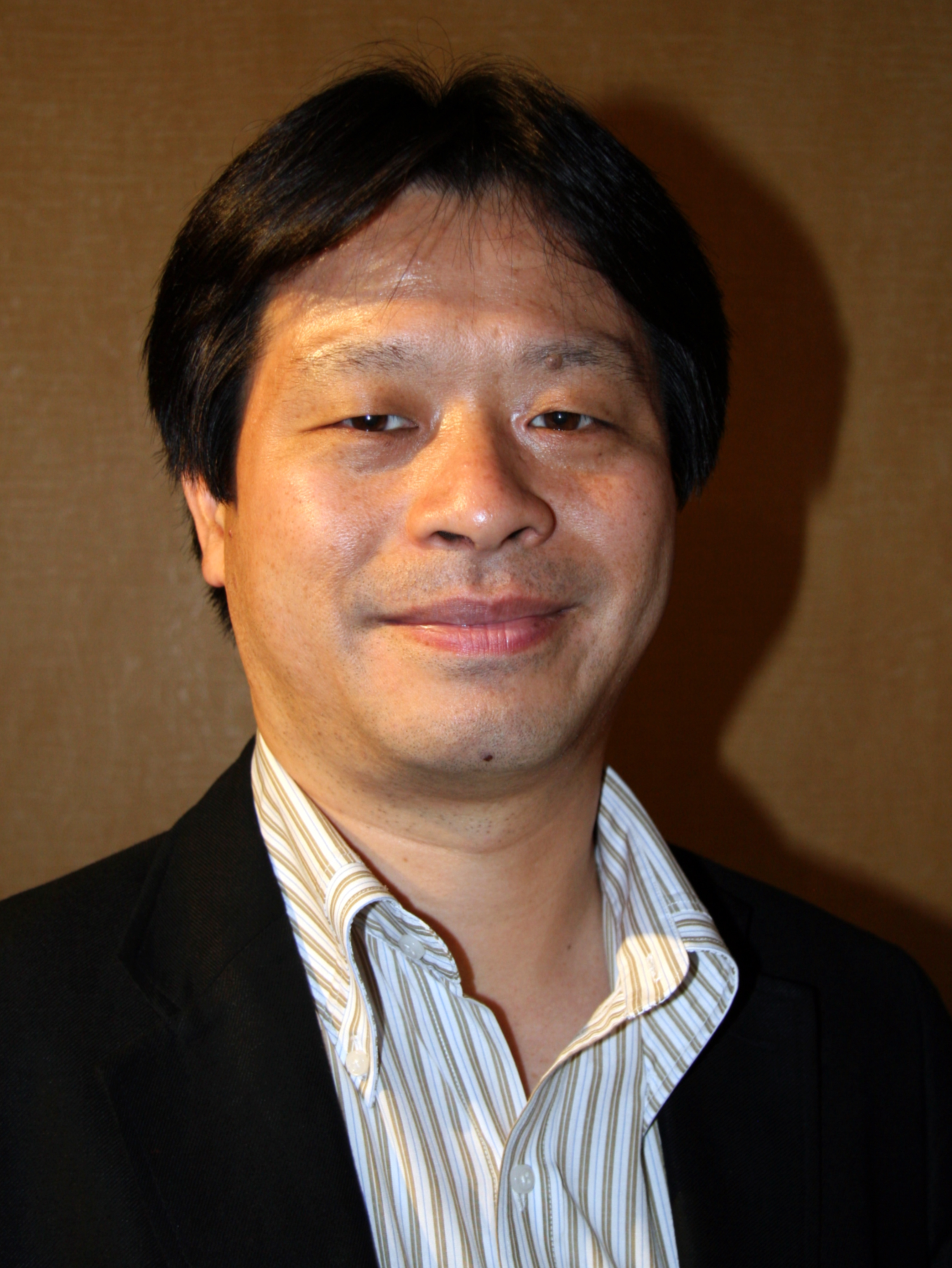
Kitase Yoshinori, giám đốc bản gốc Final Fantasy VII và nhà sản xuất bản Remake, năm 2009

Final Fantasy VII được hãng SquareSoft (về sau đổi thành Square Enix) phát triển dành cho hệ máy console gia đình PlayStation. Bắt đầu quá trình phát triển vào năm 1994 như một dự án của Nintendo trước khi chuyển sang PlayStation, đội ngũ nhân viên chính bao gồm nhà sản xuất và người tạo ra dòng game Sakaguchi Hironobu, đạo diễn kiêm đồng tác giả kịch bản Kitase Yoshinori, họa sĩ Naora Yusuke, nhà thiết kế nhân vật Nomura Tetsuya, và nhà biên kịch Nojima Kazushige. Được phát hành vào năm 1997, trò chơi đã nhận được sự ca ngợi đỉnh điểm lâu dài vào thời đó, trở thành tựa game bán chạy nhất trong dòng Final Fantasy với 10 triệu bản được bán trên toàn thế giới và định hình dòng Final Fantasy như một thương hiệu quan trọng. Phần VII này về sau đã được mở rộng thông qua dự án đa phương tiện Compilation of Final Fantasy VII, do Kitase và Nomura đứng đầu. Nhu cầu và tin đồn về một bản remake đã tăng lên khi cả bản demo công nghệ PlayStation 3 đã được trình chiếu tại triển lãm Electronic Entertainment Expo năm 2005, trình chiếu đoạn phim mở đầu phần VII với công nghệ hiện thời và trò chơi sắp tới kỷ niệm lần thứ X trong năm 2007. Nhân dịp này, đội ngũ nhân viên Square Enix tuyên bố rằng không có bản remake nào đang trong quá trình phát triển. Mặc dù nhu cầu tiếp tục và tin đồn lan truyền từ các thông điệp của đội ngũ nhân viên trong các sản phẩm Compilation, nhiều lý do đã được đưa ra giải thích vì sao họ không phát triển một bản remake: bao gồm muốn có một game đương đại hay nhất được bày bán và độ phổ biến của phần VII, mong ước tập trung vào các tựa game mới, sự cần thiết phải xóa bỏ các phần của bản game gốc để làm cho dự án có thể quản lý được, sự khó khăn trong việc phát triển phần cứng như PlayStation 3, và quá trình phát triển đòi hỏi thời gian quá dài.
Một bản remake ban đầu được làm thử vào đầu những năm 2000, khi công ty công bố phiên bản làm lại cho PlayStation 2 cùng với Final Fantasy VIII và IX, nhưng chẳng có gì được nghe kể về những dự án này. Nguyên nhân chính là những nỗ lực này đã không thành công là vì việc tái tạo lại phần VII trên phần cứng hiện tại sẽ là sự gánh vác trọng trách "nặng nề", và nếu giữ trong một phần duy nhất sẽ đòi phải cắt xén nhiều nội dung. Một lý do khác được trích dẫn là đội ngũ nhân viên đang phải bận tâm về việc phát triển Final Fantasy XIII và các phần tiếp theo của nó, và Remake sẽ là một dự án tương đối lớn hoặc quá lớn khó mà thực hiện cùng một lúc. Một khi dòng XIII kết thúc, cả nhóm mới được tự do theo đuổi các dự án khác. Dự án Remake cuối cùng đã được bắt đầu khởi động khi nhà sản xuất Final Fantasy Hashimoto Shinji giao lại đề tài này cho Kitase, Nojima và Nomura. Cả ba đều đã đến độ tuổi mà họ định nghĩa là "có tuổi": tất cả đều cảm thấy rằng nếu họ chờ đợi lâu hơn, họ sẽ không còn sống hoặc sẽ quá già để phát triển bản remake của phần VII, và chuyển dự án sang một thế hệ mới thì cảm thấy chưa ổn chút nào. Một lý do khác để phát triển tựa game này là do Square Enix đang tạo ra một thư viện phát triển các tựa game PlayStation 4, và cả nhóm hy vọng sẽ làm tăng sự nổi tiếng của hệ máy console này. Một sự vắng mặt đáng chú ý từ nhóm phát triển ban đầu là Uematsu Nobuo, người đã sáng tác âm nhạc gốc cho phần VII. Đến cuối năm 2015, trò chơi đã đạt đến giai đoạn phát triển đầy đủ có thể bắt đầu.

### Phát triển
Trong lúc Nomura đã có mặt trong dự án ngay từ đầu, anh chỉ phát hiện mình là giám đốc sau khi nhìn thấy tên của mình được ghi trong đoạn video giới thiệu nhân sự làm game trong nội bộ công ty, vì anh đã dự kiến là Kitase sẽ nhận lấy vai trò này. Anh tiết lộ rằng chính Kitase đã nghĩ Nomura tự mong đợi trở thành đạo diễn. Mặc dù đã có một câu chuyện kể tại chỗ, làm đơn giản hoá quy trình sản xuất trên một số mặt, Nojima đã được đưa trở lại để tạo dựng một cốt truyện mới. Lúc cả nhóm có thể chỉ đơn giản là tạo ra một phiên bản remaster của phần VII với phần đồ hoạ tốt hơn mà nhiều người hâm mộ đã yêu cầu, họ lưu ý rằng đồ hoạ và nhiều cơ chế của nó đã trở nên lỗi thời theo các tiêu chuẩn hiện đại. Với ý nghĩ đó, họ quyết định làm lại toàn bộ, xây dựng lại hệ thống trò chơi cho phù hợp với thị hiếu hiện đại và sử dụng công nghệ làm game hiện nay để tái tạo thế giới của Final Fantasy VII. Quyết định này đã kích hoạt việc tạo ra hệ thống chiến đấu theo hướng hành động của bản Remake, bổ sung thêm sản phẩm tân tiến tiêu biểu nhất dành cho dòng game Final Fantasy là tựa game đối kháng năm 2009 Dissidia Final Fantasy. Với ý nghĩ đó, hệ thống chiến đấu sẽ rút ra từ phong cách hành động đó mà không đi đến một hệ thống theo hướng hành động hoàn toàn. Hệ thống chiến đấu đang nằm dưới sự quản lý của Nomura và Takahashi Mitsunori, sau là người góp phần vào việc phát triển dòng game Kingdom Hearts và Dissidia 012 Final Fantasy. Mục đích của cả nhóm là giữ lại tất cả cơ chế gameplay nguyên thủy rất được giới game thủ ưa thích. Một nhà lãnh đạo dự án khác là Hamaguchi Naoki, trước đây từng là lập trình viên cho Lightning Returns: Final Fantasy XIII và trưởng nhóm dự án cho Mobius Final Fantasy.
Trong khi phát triển phần kịch bản, nhóm phát triển cần phải làm việc cẩn thận vì vậy trò chơi đã không đến mức quá hoài cổ. Họ cũng cần phải có quyết định về những gì có thể được thực hiện từ bản gốc và những điều cần thiết do sự thay đổi trong các chuẩn mực xã hội kể từ khi phát hành tựa game này, đặc biệt là cảnh Cloud đã mặc đồ giả gái trong một lần làm nhiệm vụ xâm nhập. Cả nhóm còn dự định gộp thêm nguồn tài liệu tham khảo cho các sự kiện được trình bày chi tiết trong dòng sản phẩm Compilation, dù hình thức nguồn tài liệu tham khảo này trông ra sao và phạm vi của chúng vẫn đang được xem xét. sau đó đã làm sáng tỏ rằng, kể từ đầu năm 2017, Remake không chia sẻ sự liên tục trực tiếp với Compilation. Kịch bản cho phần đầu tiên đã hoàn thành vào tháng 12 năm 2015. Trò chơi sẽ được lồng tiếng đầy đủ, và kế hoạch dành cho các diễn viên lồng tiếng trong bộ phim CGI Final Fantasy VII: Advent Children lặp lại vai trò của mình, dù không phải tất cả bọn họ đều được yêu cầu và các nhân vật được giới hạn trong các lần xuất hiện thoáng qua như Red XIII có thể được làm lại. Phụ đề có trong "Remake" để phân biệt trò chơi từ bản gốc năm 1997. Ban đầu nó sẽ có liên quan đến câu chuyện, nhưng nhóm phát triển không muốn tạo ra ấn tượng rằng đó là một phần tiếp theo hay một bản spin-off. Thay vì sử dụng các mô hình nhân vật và phong cách đồ họa của Advent Children, đến thời điểm đó đã được phát triển bằng cách sử dụng công nghệ cũ từ 10 năm trước, cả nhóm đã quyết định tạo ra các mẫu thiết kế và mô hình mới cho tuyến nhân vật: Nomura muốn cân bằng tính hiện thực của Advent Children với phong cách biến dạng. Nomura phụ trách khâu thiết kế nhân vật chính đã được chỉnh sửa, trong khi nhà thiết kế Roberto Ferrari phụ trách khâu thiết kế tuyến nhân vật phụ. Mô hình nhân vật đang được giám sát bởi Visual Works, chi nhánh phát triển mảng CGI của Square Enix.
Quá trình sản xuất Final Fantasy VII Remake chủ yếu nằm dưới sự quản lý của Bộ phận Kinh doanh số 1 Square Enix. Thay vì phát triển engine riêng của mình, Square Enix đã cấp phép Unreal Engine 4 của Epic Games để phát triển game, với Square Enix và Epic Games Japan làm việc cùng nhau để tối ưu hóa engine cho bản Remake. Cả nhóm còn nhận được sự hỗ trợ kỹ thuật từ các nhà phát triển của Kingdom Hearts III, vì game này đang được phát triển bằng cách sử dụng cùng một engine. Ánh sáng của trò chơi được gia tăng nhờ vào "Enlighten", một engine chiếu sáng được cấp phép từ công ty phần mềm Geomerics. Nhằm hỗ trợ cho lối chơi hành động và chất lượng video, Square Enix cũng hợp tác với nhà phát triển trò chơi điện tử CyberConnect2: trong khi chuyên môn của họ được đánh giá cao, hai công ty cần tiếp xúc gần gũi với phong cách phát triển rất khác nhau. Năm 2017, trọng tâm phát triển của trò chơi chuyển từ việc phát triển với các đối tác bên ngoài để trở thành một dự án nội bộ chủ yếu. Một trong những thay đổi lớn nhất là trên thực tế game đã được lên kế hoạch phát hành thành nhiều phần: theo Kitase, điều này là bởi vì cố gắng làm cho game vừa vặn thành một bản phát hành duy nhất sẽ buộc phải cắt giảm phần lớn trò chơi, đi ngược lại tầm nhìn của nhóm phát triển. Bằng cách phân chia game thành nhiều phần, cả nhóm đã có thể cung cấp cho người chơi quyền tiếp cận các khu vực trong trò chơi, chẳng hạn như trong thành phố Midgar, không thể vào được trong bản gốc. Mỗi phần đều có kế hoạch tương tự như quy mô của Final Fantasy XIII.

### Trước ngày ra mắt
Những tin đồn về Square Enix bắt đầu quá trình phát triển bản remake xuất hiện vào năm 2014, dường như đến từ một nguồn tin nội bộ trong ngành. Remake chính thức được công bố tại cuộc triển lãm Electronic Entertainment Expo 2015 trong hội nghị PlayStation: thông báo này đã nhận được sự hoan nghênh từ khán giả. Đoạn trailer thông báo đã được hãng Visual Works tạo ra. Giá cổ phiếu của Square Enix đã tăng vọt sau thông báo về mức đánh giá cao nhất kể từ tháng 11 năm 2008 và bản phát hành trên YouTube đã thu hút hơn 10 triệu lượt xem trong vòng hai tuần tiếp theo. Nó đã được giới thiệu lần đầu tiên trong PlayStation Experience 2015, giới thiệu các đoạn phim cắt cảnh và lối chơi từ đoạn mở đầu của phần VII. Trong sự kiện khai mạc lễ kỷ niệm Final Fantasy lần thứ 30, do Square Enix tổ chức tại Tokyo vào ngày 31 tháng 1 năm 2017— kỷ niệm 20 năm của Final Fantasy VII — hình ảnh liên tưởng CGI đầu tiên của trò chơi được công bố cùng với thông báo cho một sự kiện cộng tác với Mobius Final Fantasy. Vào ngày 18 tháng 2 năm 2017, Nomura đã tiết lộ và thảo luận về hai ảnh chụp màn hình mới của trò chơi, cho thấy giao diện màn hình HUD được cập nhật trong game. Trong khi anh muốn trình chiếu cảnh quay phim, Square Enix đã từ chối yêu cầu của anh.

## Tiếp nhận
Final Fantasy VII Remake đã nhận được những đánh giá "tích cực", theo tổng hợp đánh giá của Metacritic
Tamoor Hussain của GameSpot tuyên bố rằng "Bản Remake có nhiều chi tiết mà chúng ta không thể khám phá được ở bản gốc, tự tin thực hiện một phong cách kể chuyện kiểu mới và đưa ra những quan điểm mới mẻ vừa ý nghĩa vừa thiết yếu"
Tom Marks của IGN gọi trò chơi là một phiên bản "tái tạo hoàn chỉnh", khen ngợi hệ thống chiến đấu, trò chơi có "một câu chuyện với những cung bậc cảm xúc thực sự" và cảm giác hoài cổ của nó, nhưng chỉ trích trò chơi vì đôi khi những điểm nhấn của cốt truyện chính và nhiệm vụ phụ không liên kết với nhau. Ông tuyên bố rằng " Những bổ sung phức tạp và buồn tẻ của Final Fantasy VII Remake có thể khiến nó vấp ngã, nhưng trò chơi vẫn là một tác phẩm kinh điển mang đến những sức sống mới thú vị trong khi vẩn là một game nhập vai tuyệt vời. Mặc dù với thái độ thờ ơ với mọi người của Cloud trong bản Remake, IGN và GameSpot nhận xét rằng Cloud là nhân vật đáng chú ý nhất trong bản Remake, có sự lồng tiếng của Cody Christian đã giúp sự hấp dẫn của Cloud tăng lên.
Nahila Bonfiglio của The Daily Dot nói rằng trò chơi có "thiết kế cấp độ tinh tế với cơ chế liền mạch, lối chơi gây nghiện và các trận chiến hấp dẫn, và đó chính là công thức cho một trong những trò chơi hay nhất của năm."

### Doanh số
Ở Nhật, đây là trò chơi bán lẻ bán chạy nhất ngay trong tuần đầu ra mắt với 702,853 bản được bán ra trong tuần đầu tiên. Với việc trò được bán ở nhiều cửa hàng, bao gồm cả bản digital, Final Fantasy VII Remake đã bán được 1 triệu bản ở Nhật chỉ trong 3 ngày ra mắt
Ở Anh, trò chơi đứng đầu bảng xếp hạng doanh số bán hàng tuần, bán được tầm khoảng 60,000 bản trong tuần đầu tiên. Hiệp hội thương mại trò chơi của Đức thông báo rằng họ chỉ mất vài ngày để Final Fantasy VII Remake bán được 100,000 bản trong nước và đã dành được giải Gold Sales Award
Còn về toàn thế giới, trò chơi đã được đặt hàng và bán được 3,5 triệu bản chỉ trong 3 ngày. Trở thành trò chơi độc quyền của PlayStation 4 được bán nhanh nhất và nhiều nhất, vượt qua doanh số ra mắt của 2 trò chơi giữ kỉ lục trước đó, Marvel's Spider-Man (3,3 triệu bản) và God of War (3,1 triệu bản)

### Giải thưởng
Final Fantasy VII Remake đã thắng giải "Game of Show" ở E3 2019. Sau khi ra mắt, trò chơi cũng đã thắng giải Editor's Choice từ PlayStation